# Équipe de France de football en 1991
Maillots
Chronologie
Saison précédente Saison suivante
Cet article traite de l'année 1991 de l'équipe de France de football.
- Bilan parfait pour l'équipe de France, qui obtient son billet pour l'Euro 1992 en remportant tous ses matchs de qualification, sortant notamment victorieuse de périlleux déplacements en Tchécoslovaquie et en Espagne.
- Redevenue une des meilleures formations d'Europe, l'équipe de France boucle l'année 1991 sur une série record de 19 matchs sans défaite, série en cours depuis la défaite contre l'Écosse en mars 1989. De nombreux observateurs regrettent néanmoins que les Bleus du Platini-sélectionneur soient loin de pratiquer un football aussi séduisant que ceux du Platini-joueur.

## Les matchs
| Date             | Stade                                    | Adversaire      | Score | Comp | Buteurs français                                                 |
| 20 février 1991  | Parc des Princes Paris, France           | Espagne         | V 3-1 | QCE  | Sauzée (14e), Papin (58e), Blanc (77e)                           |
| 30 mars 1991     | Parc des Princes Paris, France           | Albanie         | V 5-0 | QCE  | Sauzée (1re et 19e), Papin (34e et 42e), Nallbani (csc 81e)      |
| 14 août 1991     | Stade Miejski Poznań, Pologne            | Pologne         | V 5-1 | A    | Sauzée (41e), Papin (45e), Simba (69e), Blanc (70e), Perez (78e) |
| 4 septembre 1991 | Tehelne Pole Bratislava, Tchécoslovaquie | Tchécoslovaquie | V 2-1 | QCE  | Papin (53e et 89e)                                               |
| 12 octobre 1991  | Stade Benito-Villamarín Séville, Espagne | Espagne         | V 2-1 | QCE  | Fernandez (13e), Papin (16e)                                     |
| 20 novembre 1991 | Parc des Princes Paris, France           | Islande         | V 3-1 | QCE  | Simba (42e), Cantona (59e et 68e)                                |

A : match amical. QCE : match qualificatif pour l'Euro 1992

## Les joueurs
| Joueurs              |     |     |     |     |     |     |
| Gardiens de but      |     |     |     |     |     |     |
| Bruno Martini        | 90  | 90  | 90  | 90  | 90  | 90  |
| Défenseurs           |     |     |     |     |     |     |
| Laurent Blanc        | 90  | 90  | 90  | 90  | 90  | 90  |
| Basile Boli          | 90  | 90  | 90  | 90  | 90  | r45 |
| Manuel Amoros        | 90  | 90  | 72  | 90  | 90  | 90  |
| Bernard Casoni       | 90  |     | 80  | 90  | 90  | 45  |
| Jocelyn Angloma      |     |     | 90  | 78  | 90  | 90  |
| Franck Silvestre     |     |     | r10 |     |     |     |
| Milieux              |     |     |     |     |     |     |
| Jean-Philippe Durand | 90  | 90  | 53  | r12 | r9  | r22 |
| Didier Deschamps     | r7  | r17 | r45 | 90  | 90  | 68  |
| Franck Sauzée        | 90  | 73  | 90  | 90  |     |     |
| Luis Fernandez       | r39 | 90  | 45  |     | 81  | 90  |
| Bernard Pardo        | 51  |     |     |     |     |     |
| Christian Perez      |     |     | r37 | r45 | 62  | 90  |
| Rémi Garde           |     |     | r18 |     | r28 |     |
| Attaquants           |     |     |     |     |     |     |
| Jean-Pierre Papin    | 90  | 90  | 90  | 90  | 90  |     |
| Pascal Vahirua       | 83  | 57  |     | 90  |     | 90  |
| Éric Cantona         | 90  | 90  |     |     | 90  | 90  |
| Christophe Cocard    |     | 90  |     | 45  |     |     |
| Pascal Baills        |     | r33 |     |     |     |     |
| Amara Simba          |     |     | 90  |     |     | 90  |